# Paweł Śniady
Paweł Walter Śniady (ur. 7 kwietnia 1941 w Ostrowie Wielkopolskim, zm. 3 marca 2021) – polski specjalista z zakresu mechaniki budowli i inżynierii transportu, prof. dr hab.

## Życiorys
Całe życie był związany z Wrocławiem. Tam ukończył szkołę podstawową, następnie uczęszczał do XII Liceum Ogólnokształcącego. W 1964 ukończył studia budownictwa w Politechnice Wrocławskiej. W 1973 obronił pracę doktorską, w 1976 uzyskał stopień doktora habilitowanego. 20 listopada 1986 nadano mu tytuł profesora w zakresie nauk technicznych. Został zatrudniony na stanowisku profesora w Instytucie Inżynierii Lądowej na Wydziale Budownictwa Lądowego i Wodnego Politechniki Wrocławskiej, oraz w Instytucie Budownictwa na Wydziale Inżynierii Kształtowania Środowiska i Geodezji Uniwersytetu Przyrodniczego we Wrocławiu.
Zmarł 3 marca 2021.